# Sparassidae
Los esparásidos (Sparassidae) son una familia de arañas araneomorfas. Se conocen como arañas cangrejo gigantes, arañas cazadoras y, en Australia, como arañas de la madera. Estas arañas se encuentran en Australia, Nueva Zelanda, Sudáfrica, el Sudeste asiático, Europa (seis géneros), Florida y Hawái, México, Chile y posiblemente en muchos otros sitios tropicales y subtropicales; se conocen unas 1000 especies.

## Características
Son de color parduzco y unas cazadoras nocturnas excelentes. Se mueven a ambos lados con gran agilidad. En ocasiones atacan a lagartijas. El caparazón del prosoma y el opistosoma son aplanados y las patas llegan a medir hasta 15 cm. Tienen 8 ojos del mismo tamaño, 4 de los cuales están orientados hacia adelante desde el borde del caparazón.

## Géneros
- Adcatomus
- Anaptomecus
- Anchognatha
- Beregama
- Berlandia
- Bhutaniella
- Carparachne
- Cebrennus
- Cerbalus
- Cercetius
- Chrosioderma
- Clastes
- Curicaberis
- Damastes
- Decaphora
- Defectrix
- Delena
- Dermochrosia
- Eodelena
- Eusparassus
- Exopalystes
- Geminia
- Gnathopalystes
- Heteropoda
- Holconia
- Irileka
- Isopeda
- Isopedella
- Keilira
- Leucorchestris
- Macrinus
- Martensopoda
- Megaloremmius
- Micrommata
- Nolavia
- Nonianus
- Olios
- Orchestrella
- Origes
- Paenula
- Palystella
- Palystes
- Panaretella
- Pandercetes
- Parapalystes
- Pediana
- Pleorotus
- Polybetes
- Prusias
- Prychia
- Pseudomicrommata
- Pseudopoda
- Pseudosparianthis
- Remmius
- Rhacocnemis
- Rhitymna
- Sagellula
- Sampaiosia
- Sarotesius
- Sinopoda
- Sivalicus
- Sparianthina
- Sparianthis
- Spariolenus
- Spatala
- Staianus
- Stasina
- Stasinoides
- Stipax
- Strandiellum
- Thelcticopis
- Thomasettia
- Tibellomma
- Tychicus
- Typostola
- Vindullus
- Yiinthi
- Zachria

## Galería

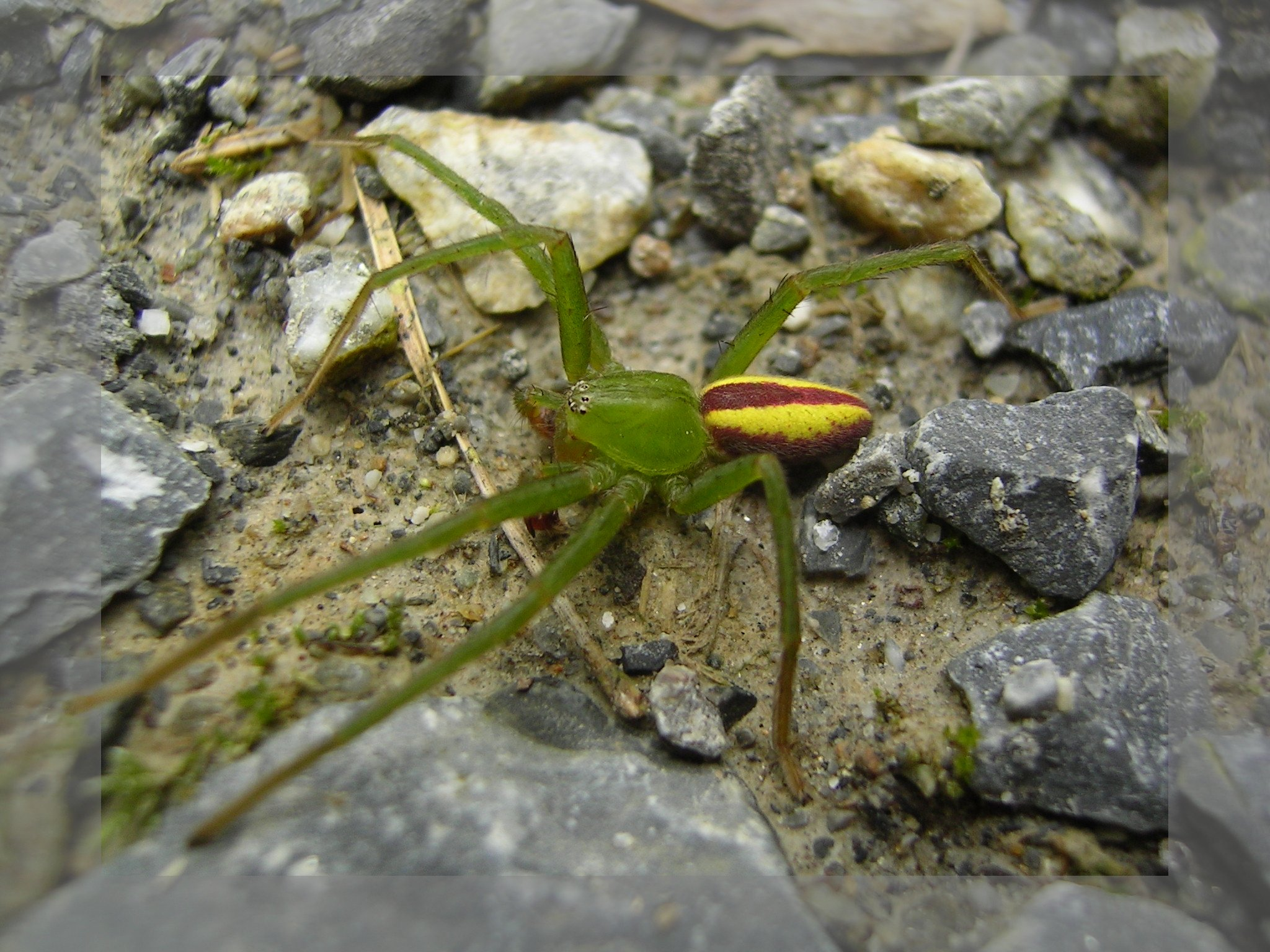
Micrommata virescens, especie presente en toda Europa
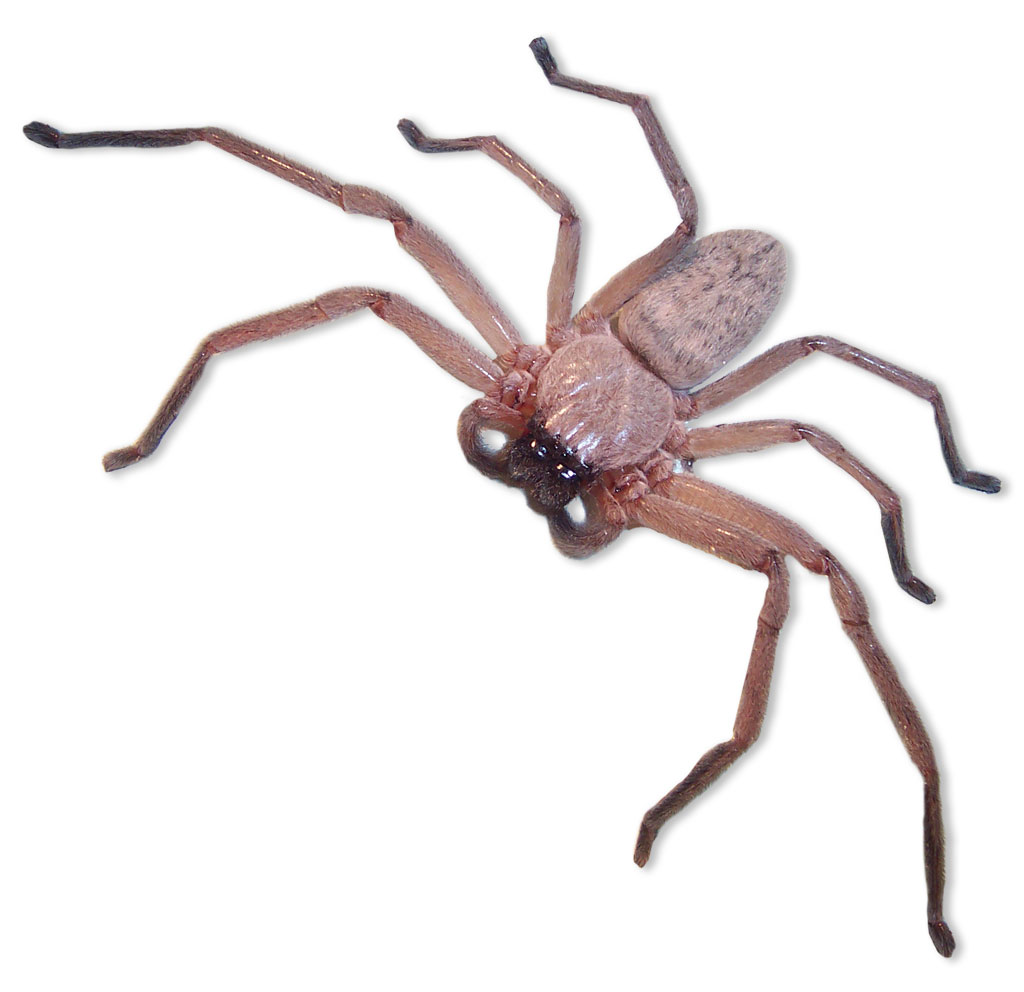
Heteropoda sp.
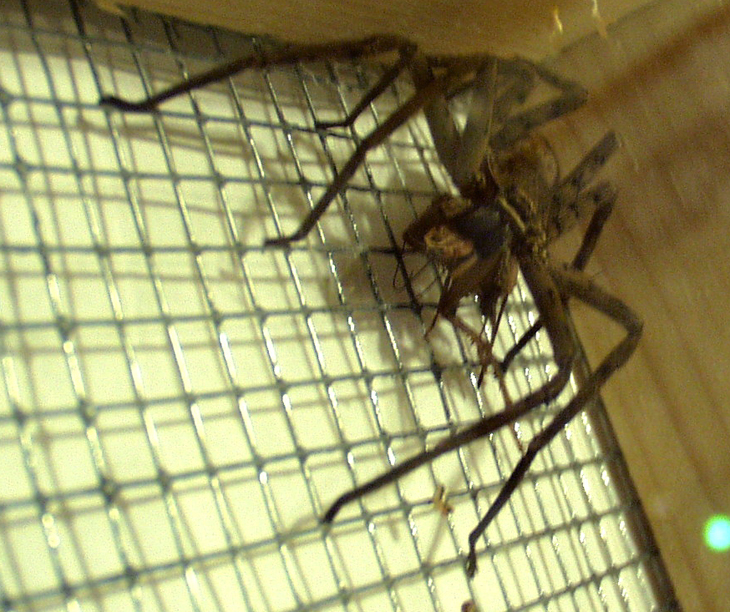
Heteropoda sp.
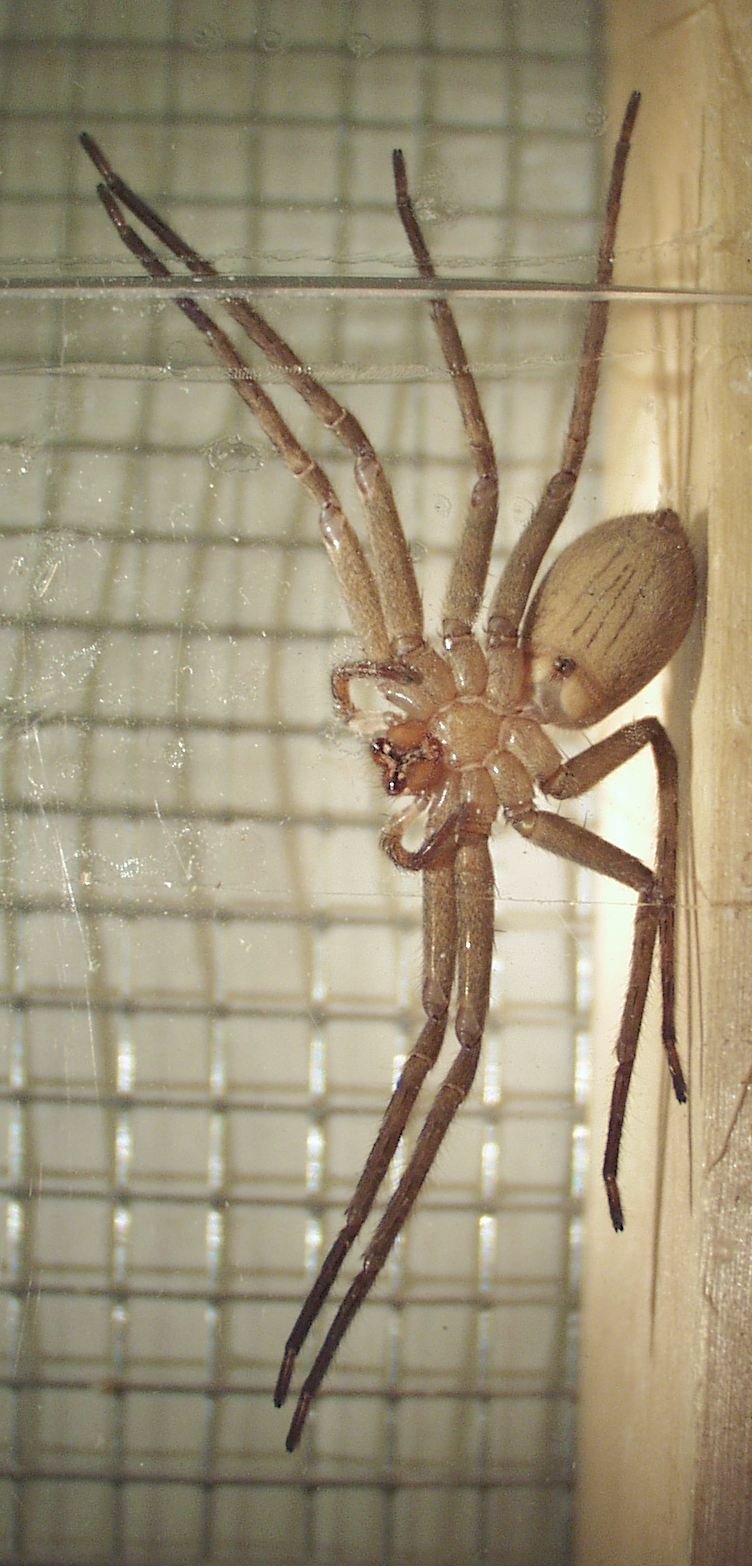
Heteropoda venatoria, visión ventral mostrando el epigino
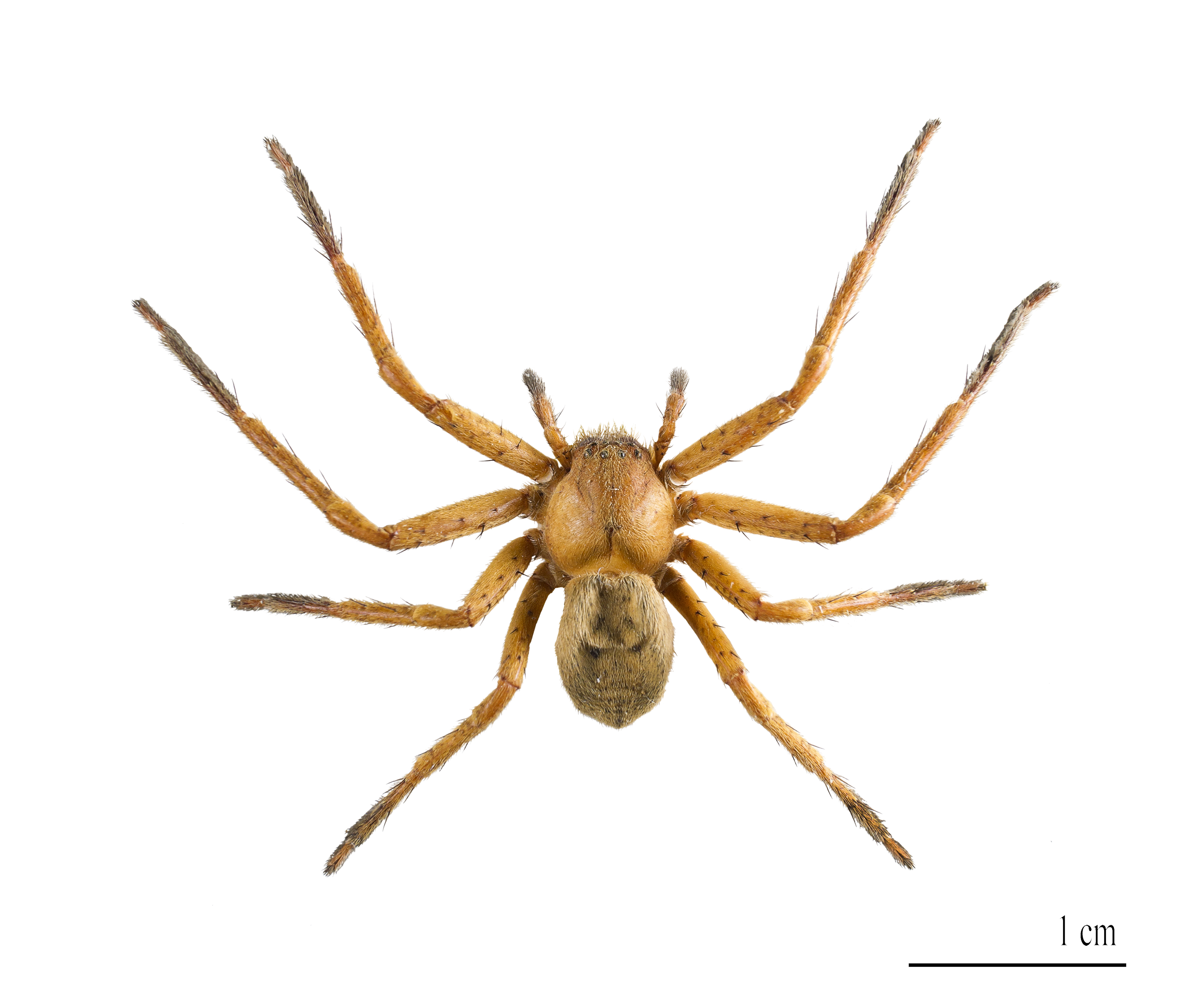
Macho de Olios argelasius